# Horacio F. Bravo Herrera
Horacio Félix Bravo Herrera (Rosario, 24 de febrero de 1927-Salta, 12 de julio de 2019) fue un abogado y político argentino del Partido Justicialista que se desempeñó como senador nacional por la provincia de Salta entre 1983 y 1992.

## Biografía
Nació en Rosario (Santa Fe) en 1927 y se recibió de abogado en la Universidad Nacional de Córdoba en 1951.
Adhirió al peronismo y entre 1952 y 1955 fue defensor del trabajador en los tribunales de la provincia de Salta, donde desarrolló su carrera. Estuvo vinculado al ámbito sindical, siendo apoderado de la Unión Obrera Metalúrgica desde 1957 y de la Confederación General del Trabajo de la República Argentina (CGT) en dos ocasiones, entre 1958 y 1964 y entre 1969 y 1974. Fue promotor del Partido Justicialista (PJ) de Salta y apoderado del PJ nacional.
En 1960 fue procesado y partió al exilio en Bolivia, regresando a Argentina en 1963. Volvió a ejercer funciones partidarias, como candidato a presidente del PJ salteño y apoderado del partido, además de integrar una agrupación de «reafirmación doctrinaria». En 1963 fue también elegido a la Cámara de Diputados de la Provincia de Salta. En 1971 fundó una agrupación propia y al año siguiente fue precandidato a gobernador de Salta, a la vez que fue elegido vicepresidente del PJ provincial. Entre 1971 y 1975 se desempeñó como presidente del Banco de Préstamos de la provincia de Salta. Desde 1983 ocupó la presidencia del PJ de Salta y fue congresal nacional.
En las elecciones al Senado de 1983, fue elegido senador nacional por Salta, con mandato hasta 1992. Integró la comisión de Defensa Nacional, primero como vicepresidente y luego como presidente; fue vicepresidente de la comisión de Comunicaciones; secretario de la comisión de Trabajo y Previsión Social; y vocal en las comisiones de Obras Públicas y de Vivienda. Desde 1988 fue secretario de Relaciones Laborales del bloque de senadores justicialistas. Junto con el santiagueño Luis Salim, fueron los únicos senadores justicialistas que votaron a favor de la Ley de Punto Final. En 1991 manifestó objeciones al momento de debatir la ley de Seguridad Interior en la cámara alta.
Falleció en la ciudad de Salta en julio de 2019, a los 92 años.

## Publicaciones
- La guerrilla de papel (SIELP, 1992).[7]